# Lijst van voetbalinterlands Nederland - Verenigd Koninkrijk
Deze lijst van voetbalinterlands is een overzicht van alle officiële voetbalwedstrijden tussen de nationale teams van Nederland en het Verenigd Koninkrijk.
Het Verenigd Koninkrijk is lid van het IOC en daarom kan in theorie een vertegenwoordigend team aan de Olympische Spelen meedoen. Het team van het Verenigd Koninkrijk wordt echter niet erkend door de UEFA en de FIFA omdat de vier afzonderlijke landen van het koninkrijk (Engeland, Schotland, Wales en Noord-Ierland) al door beide organisaties erkend zijn. Daarom kan een team van het Verenigd Koninkrijk zich niet kwalificeren voor de Olympische Spelen. Deze situatie bestaat sinds de aanscherping van de regels in 1972. Voor die tijd heeft het team acht keer aan Olympische Spelen deelgenomen.
Nederland heeft twee keer tegen het Verenigd Koninkrijk gevoetbald op de Olympische Spelen. De eerste keer was op 22 oktober 1908 in Londen. De laatste ontmoeting was op 31 juli 1948, eveneens in Londen.

## Wedstrijden
| № | № Int. NED | Plaats | Datum           | Competitie | Wedstrijd                       | Uitslag |
| - | ---------- | ------ | --------------- | ---------- | ------------------------------- | ------- |
| 1 | 12         | Londen | 22 oktober 1908 | OS 1908    | Verenigd Koninkrijk – Nederland | 4 – 0   |
| 2 | 174        | Londen | 31 juli 1948    | OS 1948    | Verenigd Koninkrijk – Nederland | 4 – 3   |

## Samenvatting
| Competitie        | Totaal gespeeld | Winst Nederland | Gelijk | Winst Verenigd Koninkrijk | Doelsaldo Nederland – Verenigd Koninkrijk |
| ----------------- | --------------- | --------------- | ------ | ------------------------- | ----------------------------------------- |
| Olympische Spelen | 2               | 0               | 0      | 2                         | 3 − 8                                     |
| Totaal            | 2               | 0               | 0      | 2                         | 3 − 8                                     |

Wedstrijden bepaald door strafschoppen worden, in lijn met de FIFA, als een gelijkspel gerekend.

## Details

### Eerste ontmoeting
| OS 1908 (Londen, Verenigd Koninkrijk, 22 oktober 1908):                 |       |           |
| Verenigd Koninkrijk                                                     | 4 – 0 | Nederland |
| Harry Stapley 37' Harry Stapley 60' Harry Stapley 64' Harry Stapley 75' | goals |           |

### Tweede ontmoeting
| OS 1948 (Londen, Verenigd Koninkrijk, 31 juli 1948):                          |       |                                              |
| Verenigd Koninkrijk                                                           | 4 – 3 | Nederland                                    |
| Douglas McBain 22' John Hardisty 58' Denis Kelleher 77' Harold McIlvenny 111' | goals | 9' Bram Appel 63' Bram Appel 81' Faas Wilkes |

KNVB ·
A-internationals ·
Bondscoaches (m) ·
Topscorers ·
Nederlands vrouwenelftal ·
Bondscoaches (v) ·
Nederland B ·
Olympisch elftal ·
Jong Oranje ·
Nederland –20 ·
Nederland –19 ·
Nederland –18 ·
Nederland –17 ·
Nederland –16 ·
Nederland –15 ·
Nederlands amateurelftal ·
Nederlands zaterdagelftal ·
Jong OranjeLeeuwinnen ·
Vrouwen –20 ·
Vrouwen –19 ·
Vrouwen –18 ·
Vrouwen –17 ·
Vrouwen –16 ·
Vrouwen –15 ·
Militair mannenelftal ·
Militair vrouwenelftal ·
Strandteam ·
Vrouwen Strandteam ·
Futsalteam ·
Vrouwen Futsalteam

EK-wedstrijden ·
WK-wedstrijden ·
Resultaten kwalificaties en eindronden ·
Nederland B-wedstrijden ·
Officieuze wedstrijden ·
EK-wedstrijden vrouwen ·
WK-wedstrijden vrouwen ·
Resultaten vrouwen kwalificaties en eindronden
1905 – 1919 ·
1920 – 1929 ·
1930 – 1939 ·
1940 – 1949 ·
1950 – 1959 ·
1960 – 1969 ·
1970 – 1979 ·
1980 – 1989 ·
1990 – 1999 ·
2000 – 2009 ·
2010 – 2019 ·
2020 – 2029
2015 ·
2016 ·
2017 ·
2018 ·
2019 ·
2020 ·
2021 · 
2022
EK's: 1976 · 
1980 · 
1988 · 
1992 · 
1996 · 
2000 · 
2004 · 
2008 · 
2012 · 
2020 · 
2024
WK's: 1934 · 
1938 · 
1974 · 
1978 · 
1990 · 
1994 · 
1998 · 
2006 · 
2010 · 
2014 · 
2022
OS: 1908 ·
1912 ·
1920 ·
1924 ·
1928 ·
1948 ·
1952 ·
2008
Albanië ·
Andorra ·
Argentinië ·
Armenië ·
Australië ·
België ·
Bosnië en Herzegovina ·
Brazilië ·
Bulgarije ·
Canada ·
Chili ·
China ·
Colombia ·
Costa Rica ·
Curaçao ·
Cyprus ·
DDR ·
Denemarken ·
Duitsland ·
Ecuador ·
Egypte ·
Engeland ·
Estland ·
Faeröer ·
Finland ·
Frankrijk ·
GOS · 
Georgië ·
Ghana ·
Gibraltar ·
Griekenland ·
Hongarije ·
Ierland ·
IJsland ·
Indonesië ·
Iran ·
Israël ·
Italië ·
Ivoorkust ·
Japan ·
Joegoslavië ·
Kameroen ·
Kazachstan ·
Kroatië ·
Letland ·
Liechtenstein ·
Luxemburg ·
Malta ·
Marokko ·
Mexico ·
Moldavië ·
Montenegro ·
Nederlandse Antillen ·
Nigeria ·
Noord-Ierland ·
Noord-Macedonië ·
Noorwegen ·
Oekraïne ·
Oostenrijk ·
Paraguay ·
Peru ·
Polen ·
Portugal ·
Qatar ·
Roemenië ·
Rusland ·
Saarland ·
San Marino ·
Saoedi-Arabië ·
Schotland ·
Senegal ·
Servië en Montenegro ·
Slovenië ·
Slowakije ·
Sovjet-Unie ·
Spanje ·
Suriname ·
Thailand ·
Tsjechië ·
Tsjecho-Slowakije ·
Tunesië ·
Turkije ·
Uruguay ·
Verenigd Koninkrijk ·
Verenigde Staten ·
Wales ·
Wit-Rusland ·
Zuid-Afrika ·
Zuid-Korea ·
Zweden ·
Zwitserland
Argentinië (1978) ·
Argentinië (2006) ·
Argentinië (2014) ·
Argentinië (2022) ·
Australië (2014) ·
Brazilië (2014) ·
Chili (2014) · 
Costa Rica (2014) ·
Denemarken (2010) ·
Denemarken (2012) ·
Duitsland (2012) · 
Ecuador (2022) · 
Frankrijk (2008) ·
Italië (2008) ·
Ivoorkust (2006) ·
Japan (2010) ·
Kameroen (2010) ·
Mexico (2014) · 
Noord-Macedonië (2021) · 
Oekraïne (2021) · 
Oostenrijk (2021) · 
Portugal (2006) ·
Portugal (2012) ·
Portugal (2019) ·
Qatar (2022) ·
Roemenië (2008) ·
Rusland (2008) ·
San Marino (2011) ·
Senegal (2022) ·
Servië en Montenegro (2006) ·
Sovjet-Unie (1988) ·
Spanje (2010) ·
Spanje (2014) ·
Tsjechië (2021) · 
Uruguay (2010) ·
Verenigde Staten (2022) · 
West-Duitsland (1974)